# Caterina Bondini
Pour les articles homonymes, voir Bondini.
Caterina Saporiti Bondini (née en 1757 et décédée après 1791) était une chanteuse d'opéra italienne. Elle est engagée au théâtre des États de Prague de 1784 à 1791, où elle interprète des rôles dans des opéras de Mozart.

## Biographie
En 1773, Caterina Bondini épouse l'impresario Pasquale Bondini et elle était une soprano populaire dans la compagnie de son mari au milieu des années 1780.
Le couple eut cinq enfants, dont deux atteignirent l'âge adulte parmi lesquels la soprano Marianna Bondini Barilli. Caterina a chanté Susanna dans la première production pragoise de Le nozze di Figaro au début du mois de décembre 1786, et le 14 décembre, une représentation a été donnée à son profit.
Elle chante le rôle de Zerlina lors de la première de Don Giovanni, créé le 29 octobre 1787 au théâtre des États de Prague.